# Resistência (filme de 1992)
Resistência é um filme australiano de 1992, realizado por Hugh Keays-Byrne.

## Sinopse
A base do enredo do filme é a implantação de um regime militar e da lei marcial na Austrália, no contexto de conflitos entre  grandes empresas agro-industriais e trabalhadores rurais, e a resistência organizada por estes últimos (entre estes o sindicalista Wiley, a aborigene Natalie e a empregada de mesa Jean) contra o exército.

## Elenco[1]
- Helen Jones como Natalie
- Lorna Lesley como Jean
- Robyn Nevin como Wiley
- Stephen Leeder como um coronel do exército
- Harold Hopkins como Peach, um adjunto do coronel